# Ваља Шуриј (Муреш)
Ваља Шуриј (рум. Valea Șurii) насеље је у Румунији у округу Муреш у општини Ваља Ларга. Oпштина се налази на надморској висини од 312 m.

## Становништво
Према подацима из 2002. године у насељу је живело 249 становника, од којих су сви румунске националности.